# Johan Daniel Ahlberg
Johan Daniel Ahlberg, född 5 maj 1793 i Kalmar, död 23 oktober 1856 i Stockholm, var en svensk läkare. Han var far till Amélie Tottie och Pauline Ahlberg.

## Biografi
Ahlberg blev student vid Uppsala universitet 1811, medicine kandidat 1818, medicine licentiat 1822, medicine doktor på avhandlingen De morbo maculoso-hæmorrhagico Werlhofii med Henrik Wilhelm Romanson som preses samma år och kirurgie magister 1832. Han blev underläkare vid Serafimerlasarettet i Stockholm 1822, var fattigläkare i Kungsholms församling 1823–1827, stadsläkare i Stockholm 1827–1833, läkare vid Sabbatsbergs brunn och lasarett 1827, tilldelades livmedikus namn, heder och värdighet samma år och var förste stadsläkare i Stockholm från 1833. 
Ahlberg blev ledamot av direktionen för Allmänna barnhuset 1833, av direktionen för Stockholms stads och läns kurhus 1839 och av direktionen över Provisoriska sjukhuset 1848.